# Хиброн (Охајо)
Хиброн (енгл. Hebron) град је у америчкој савезној држави Охајо.

## Демографија
По попису из 2010. године број становника је 2.336, што је 302 (14,8%) становника више него 2000. године.
| Група             | 2000.         | 2010.         |
| Белци             | 1.979 (97,3%) | 2.227 (95,3%) |
| Афроамериканци    | 4 (0,2%)      | 10 (0,4%)     |
| Азијати           | 11 (0,5%)     | 11 (0,5%)     |
| Хиспаноамериканци | 24 (1,2%)     | 39 (1,7%)     |
| Укупно            | 2.034         | 2.336         |